# Смердяковщина
Смердяко́вщина — выражение, описывающее презрение и ненависть российских подданных, а впоследствии граждан (в первую очередь русских) к России; разновидность русофобии.

## История термина
Выражение появилось в 1890-е годы и было связано со Смердяковым — героем романа Ф. М. Достоевского «Братья Карамазовы». Смердяков — житель города Скотопригоньевска, внебрачный сын Фёдора Павловича Карамазова, его лакей. Ему принадлежат слова: 
Я всю Россию ненавижу… В двенадцатом году было на Россию великое нашествие императора Наполеона французского первого, и хорошо, кабы нас тогда покорили эти самые французы, умная нация покорила бы весьма глупую-с и присоединила к себе. Совсем даже были бы другие порядки.
Н. А. Бердяев считал Смердякова обратной стороной Ивана Карамазова, которые оба были нигилистами: Карамазов — высокое явление нигилизма, Смердяков — низкое. 
В своей книге «Духи русской революции» (1918) он писал: 
Достоевский предвидел торжество не только шигалёвщины, но и смердяковщины. Он знал, что поднимется в России лакей и в час великой опасности для нашей родины скажет: „я всю Россию ненавижу“. …Пораженчество во время войны и было таким явлением смердяковщины. Смердяковщина и привела к тому, что „умная нация“ немецкая покоряет теперь „глупую“ нацию русскую
Луначарский отмечал в 1931 году, что для Достоевского Смердяков является образом революционных масс: 
Основным двигателем революции, по Д[остоевскому], является Смердяков, — худшее воплощение карамазовщины, худший носитель сладострастно жадного отношения к жизни. У других Карамазовых их мещански распаленное сластолюбие скрашивается, уравновешивается разными высшими началами, а у их незаконного брата — лакея Смердякова, — образ которого нужно понимать как образ низшей массы, призываемой революцией к активности, — в лозунге «все позволено», эгоизм претворяется в еще более чудовищный цинизм, и еще более животную алчность, чем у старого Карамазова.

## Современное использование
Секретарь правления Союза писателей России, постоянный автор «Литературной России», «Руси Державной», и газеты «Завтра» Эдуард Володин в 1996 году писал, что смердяковщина постсоветской России — не просто симптом национального заболевания, а реализуемая политическая доктрина.

В 2018 году писатель Михаил Смолин сравнивал Смердякова с Лениным: 
Сумасшедшая «смердяковщина» и нравственный идиотизм Ленина <...> Ленинское отношение к России сродни знаменитой «философии пораженчества» Павла Смердякова из романа «Братья Карамазовы».

В 2021 году философ Борис Межуев привёл пример смердяковщины в лице Валерии Новодворской: 
Злорадство по поводу неудач собственной армии – один из наиболее характерных признаков смердяковщины 1990-х. На фото: политик Валерия Новодворская, 1996 год
В 2024 году тележурналист-пропагандист ВГТРК Аркадий Мамонтов в своём фильме «Иноагенты», позиционирующемуся как документальный, сравнил со Смердяковым вынужденных эмигрировать российских антивоенных активистов и политиков, коих Минюст РФ объявил «иностранными агентами»:  
Жертвами изощренной смердяковщины пропаганды иноагентов становятся молодые люди в России